# Pelomeduza afrykańska
Pelomeduza afrykańska, żółw hełmiasty, żółw hełmogłowy (Pelomedusa subrufa) – gatunek gada z podrzędu żółwi bokoszyjnych z rodziny pelomeduzowatych (Pelomedusidae).
OpisKarapaks ciemnooliwkowy lub brunatny, owalny, grzbietobrzusznie spłaszczony. Plastron żółtokremowy z ciemnymi plamami, pozbawiony zawiasu.
RozmiaryDługość karapaksu przeważnie poniżej 14 cm, największy znany okaz mierzył 19,7 cm.
BiotopRozlewiska. W czasie suszy żółwie te zakopują się w mulistym dnie.
PokarmGatunek wszystkożerny, przeważający pokarm to bezkręgowce i ryby.
WystępowanieTradycyjnie do tego gatunku zaliczano populacje żyjące w subtropikalnych i tropikalnych rejonach Afryki oraz Madagaskaru. Petzold i współpracownicy (2014) zaliczyli do tego gatunku wyłącznie populacje zasiedlające Namibię, Botswanę, Malawi, południową Angolę, południowy wschód Demokratycznej Republiki Konga, południowoafrykańską prowincję Limpopo i region Kilimandżaro w Tanzanii, a także populacje introdukowane na Madagaskarze; autorzy przenieśli populacje z pozostałych obszarów Afryki do 9 odrębnych gatunków, w tym 6 nowo opisanych.